# آگاثیاس

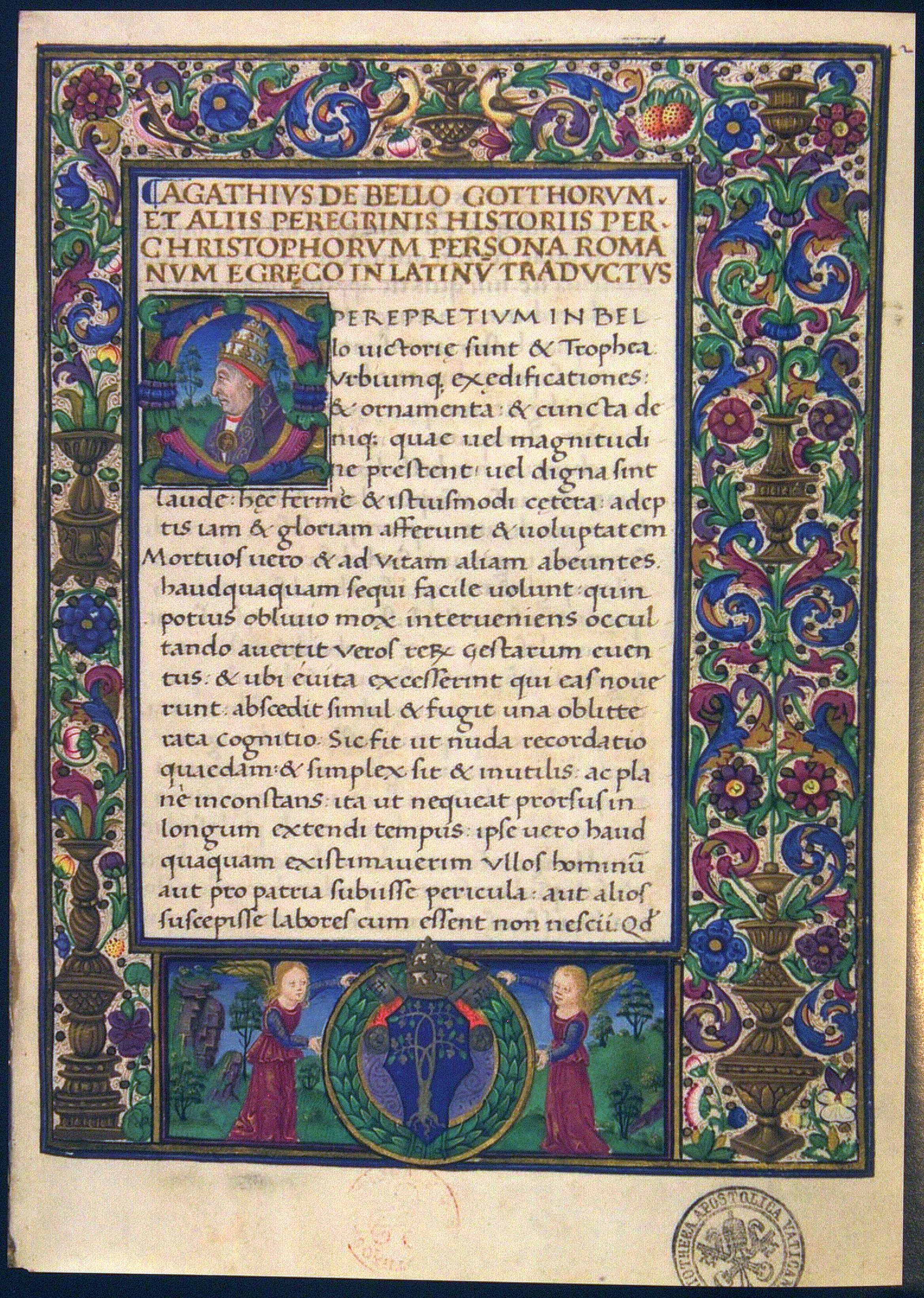
برخی از اشعار آگاثیاس

آگاثیاس (زندگی پیرامون ۵۳۶ تا ۵۸۲ یا ۵۹۴ میلادی) شاعر و تاریخ‌نگار یونانی اهل مورینه بود. نوشته‌های او منبع اصلی دربارهٔ روزگار ژوستینین یکم در تاریخ است.
او که در کنستانتینوپول به وکالت می‌پرداخت دلبستهٔ ادبیات بود. او شعرهای کوتاهی در زمینهٔ حماسی به نام دافنیاکا دارد. همچنین نوشته‌های تاریخی او تاریخ میان سال‌های ۵۵۲–۵۵۸ میلادی را به خوبی پوشش داده‌است. او در نبردهای ارتش امپراتوری بیزانس با گت‌ها، وندال‌ها، فرانک‌ها و ایرانیان همراه بوده‌است. او شرح بیرون‌ راندن نوافلاطونیان از قلمرو روم و پناه‌جستنشان به ایران و کوچشان به تیسفون را آورده‌است.
همچنین نوشته‌های آگاثیاس منبع مهمی در تاریخ ایران پیش از اسلام می‌باشد.